# Köln
För andra betydelser, se Köln (olika betydelser).
Köln är en kretsfri stad vid floden Rhen i storstadsområdet Region Köln i förbundslandet Nordrhein-Westfalen i västra Tyskland. Köln är Tysklands äldsta storstad och fick år 50 e.Kr. romerskt stadsprivilegium. Staden erhöll namnet Colonia Agrippina efter Agrippina den yngre, den romerske kejsaren Claudius sista gemåls födelseort. Köln är Tysklands fjärde största stad, Nordrhein-Westfalens största stad och Rhenlandets kulturella och ekonomiska huvudstad.  
Köln har omkring 1 miljon invånare och är den största staden i storstadsområdet Rheinschiene. Staden fungerar som huvudort i det administrativa området Regierungsbezirk Köln där även Bonn, Aachen, Leverkusen och Bergisch Gladbach ingår. Regierungsbezirk Köln har cirka 4,4 miljoner invånare.
Köln förknippas framförallt med ett 2000-årigt kulturarv, den gotiska katedralen Kölnerdomen, Eau-de-cologne (Vatten från Köln) och sin internationella konst- och galleriscen. Köln är en handelsmetropol och en utpräglad mediestad med en lång rad TV-bolag och bokförlag. Stadens film- och mediasektor är en av de största i landet. 
Dialekten kölsch, en frankisk riparisk dialekt, var förr vardagsspråket i Köln, men talas nu endast av 25 procent av befolkningen. Numera talas istället tyska som lingua franca. Kölsch är också beteckningen på det lokala ölet som bryggs i och omkring Köln och som kan fås i cirka 30 varianter.

## Historia

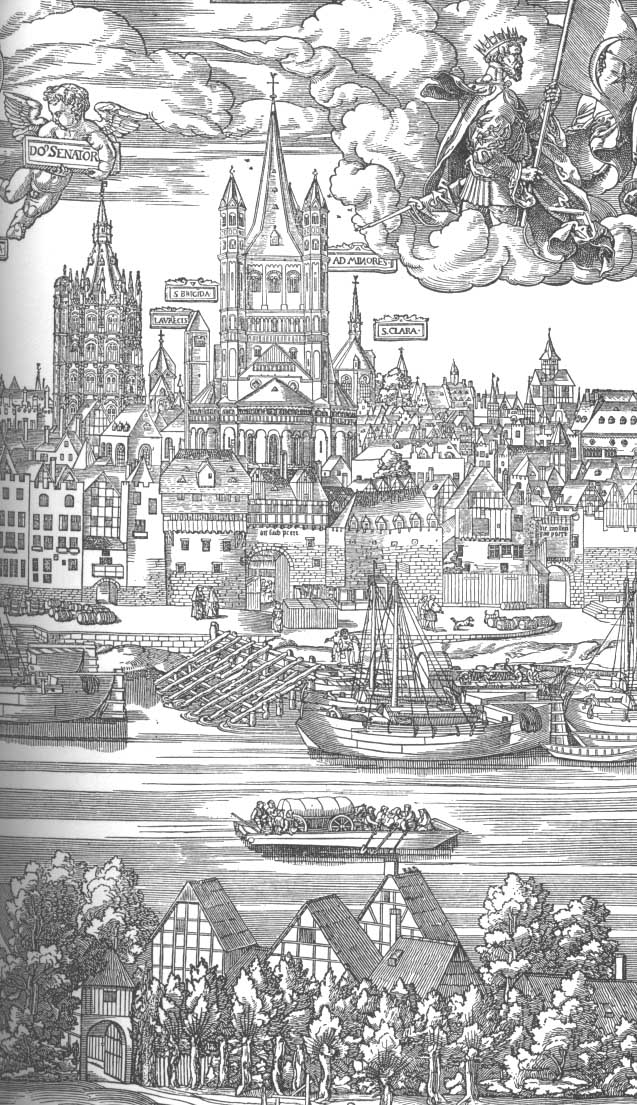
Köln 1530.

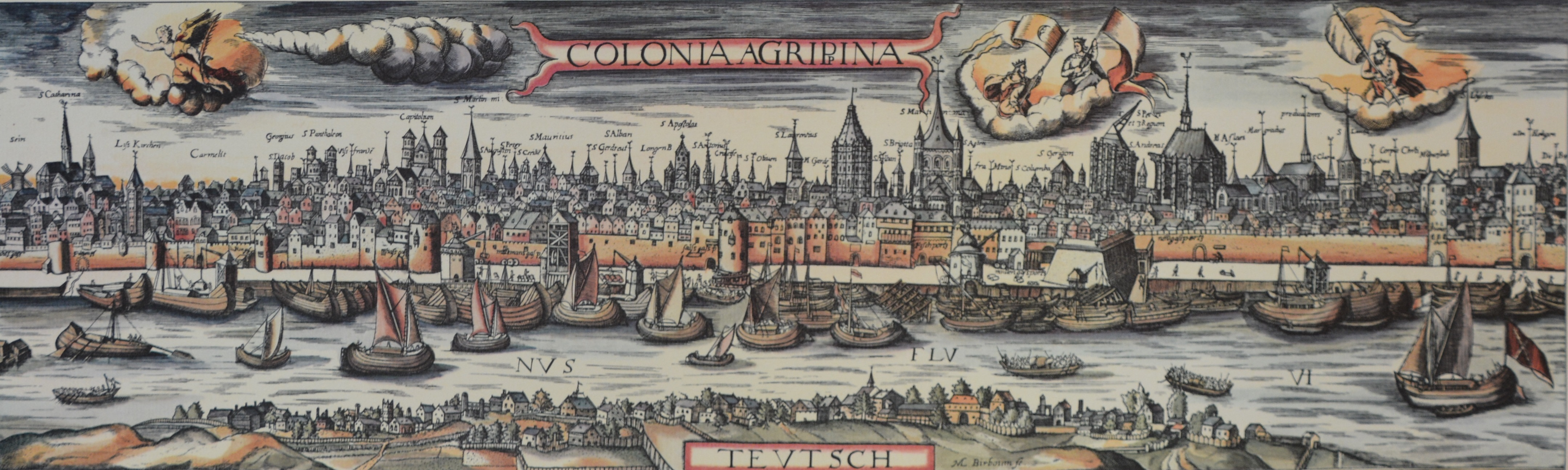
Köln 1612.

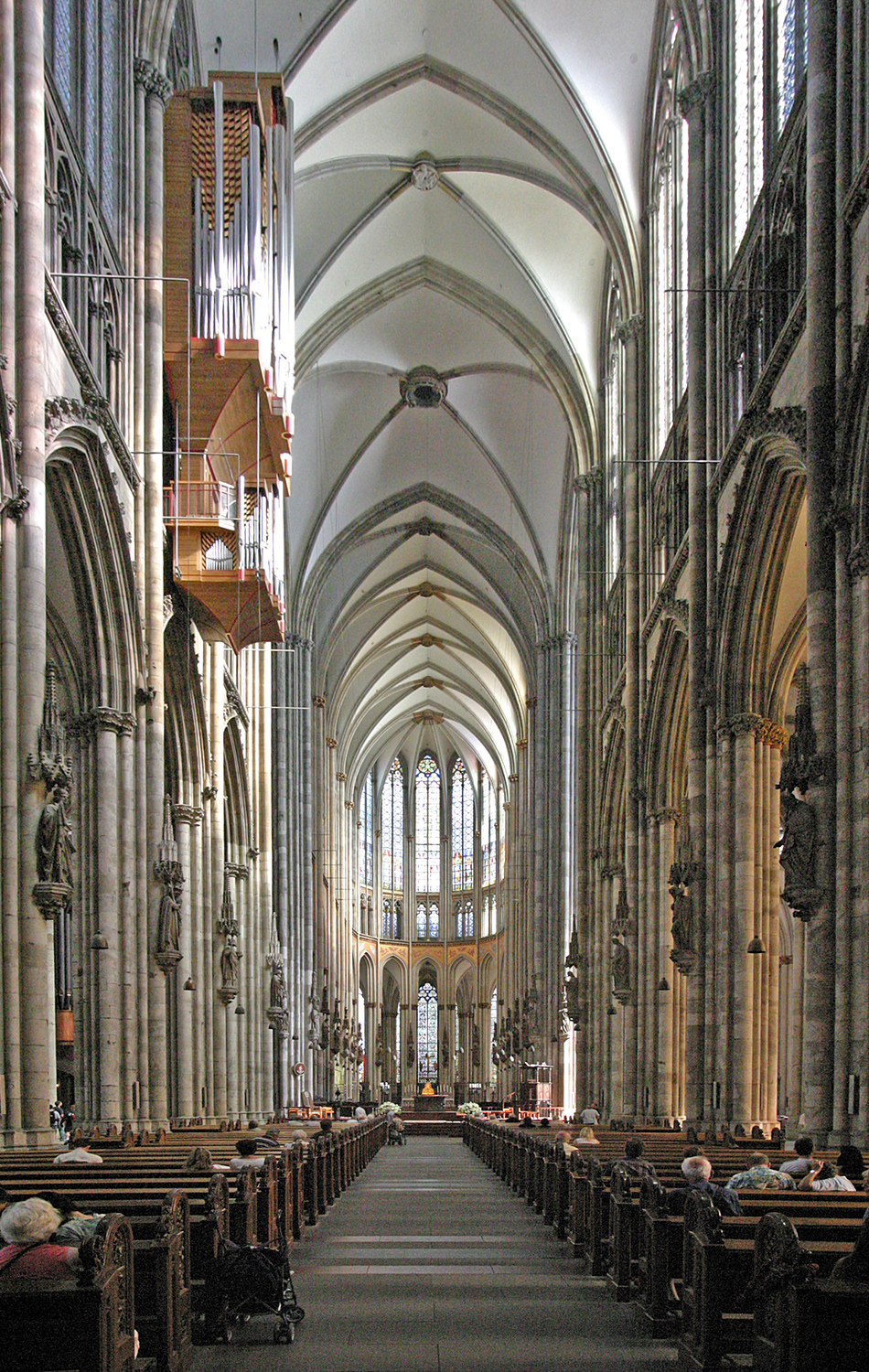
Kölnerdomen, färdigställd år 1880.

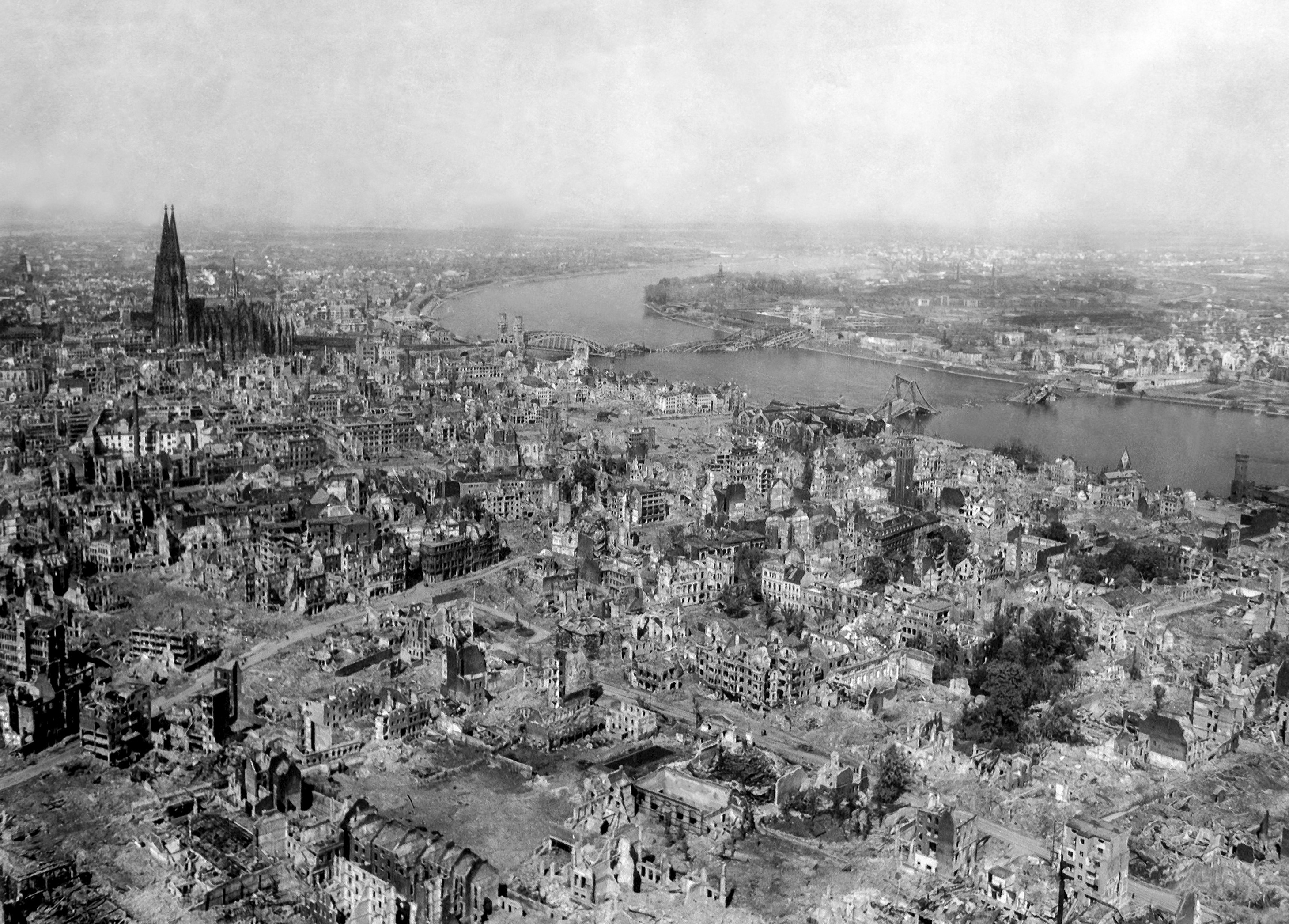
Köln år 1945.

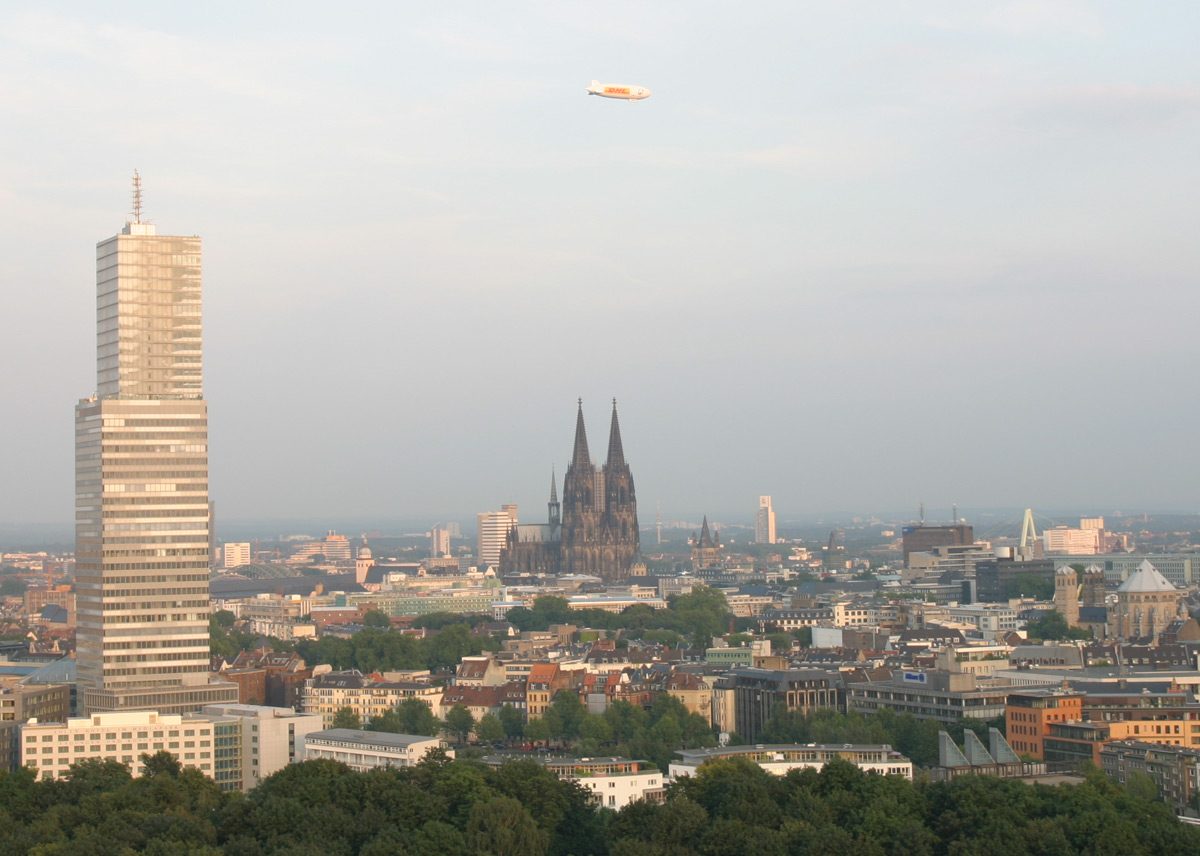
Köln år 2005.

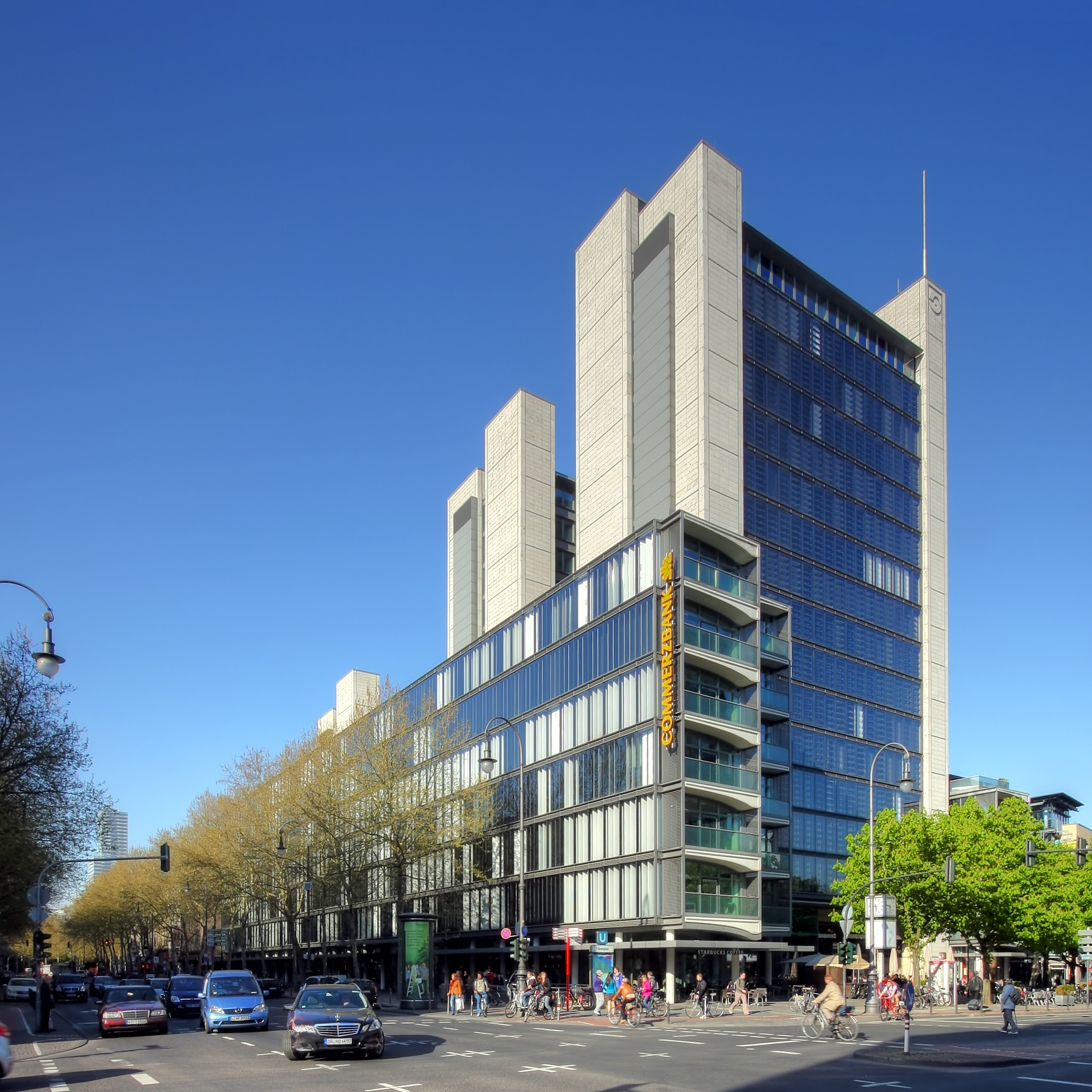
Stadsförnyelse, Friesenplatz.

### Romartid
År 50 e. Kr., under romersk tid, erhöll bosättningen vid Rhenens västra flodbädd namnet Colonia Agrippina efter kejsar Claudius sista gemåls, Agrippina den yngre, födelseort. Bosättningen fick därmed status som colonia – en stad under romarrikets lagar. 80 e. Kr. byggdes Eifel-akvedukten, en av de längsta i sitt slag i Romarriket, som dagligen försåg staden med 20000 kubikmeter vatten. Tio år senare hade Colonia Agrippina 45 000 invånare och fungerade som huvudstad för den romerska provinsen Germania Inferior. 310 e. Kr. byggdes under kejsar Constantins styre den första bron över Rhen-floden. Bron försvarades från fästningen Divitia (det nuvarande Deutz), belägen vid den östra flodbädden.

### Medeltid
Under 300-talet lät Maternus, Kölns första kristna biskop, bygga den första katedralen. 455 e. Kr. erövrade frankerna Köln. 794 e. Kr. utnämndes Hildebold till den första ärkebiskopen. En senare efterföljare, Bruno d. Förste (925–965) grundade ett flertal kloster innanför stadens murar. 953 blev Kölns ärkestift ett furstbiskopsdöme, kurfurstendömet Köln. Under 900-talet upprättades många av stadens romanska kyrkor. Köln utvecklades således under 1000-talet till vallfartsort och under 1100-talet erhöll den som tredje stad efter Jerusalem och Konstantinopel titeln Sancta: Sancta Colonia Dei Gratia Romanae Ecclesiae Fidelis Filia.
Köln var under hansan en viktig handelsomslagspunkt och under högmedeltiden var staden Tysklands största. År 1225 färdigställdes en halvcirkelformad stadsmur med 12 torn som förutom att försvara staden, skulle föra tankarna till det himmelska Jerusalems tinnar och torn. År 1248 beslutade kyrkan att bygga ännu ett storslaget byggnadsverk - bygget av Kölnerdomen påbörjades.
Kyrkans ärkebiskopar var inflytelserika rådgivare till de olika, under medeltiden härskande, dynastierna. Under 1200-talet försvårades dock förhållandet mellan stadens borgerskap och Kölns härskande ärkebiskopar. Slaget vid Worringen 1288, då ärkebiskopens trupper förlorade mot stadens borgare, befriade Köln från kyrkans makt och ärkebiskopens residens förflyttades till Bonn.
Köln förskonades under det trettioåriga kriget genom att staden köpte sig fri från överfall och erövringar från de olika förbidragande trupperna. Stadens vapenproduktion upprätthöll Kölns välstånd under kriget.

### Franska Republiken 1794–1814
Under den franska revolutionen tågade republikens trupper 1794 in i Köln och staden blev del av den franska republiken. Med det franska intåget stängdes Kölns universitet och Kurfurstendömet Kölns världsliga makt upphörde. Stadens judiska och protestantiska befolkning fick lika rättigheter. År 1814, efter drygt 20 års franskt herradöme tågade den preussiska hären in i staden.

### Preussen 1815–1917
Efter Wienkongressen 1815 införlivades Köln och resten av Rhenlandet i det Preussiska riket. Köln blev då huvudort i regeringsområdet Köln i Rhenprovinsen. Köln behöll dock fransk valuta till 1848. Köln växte snabbt under industrialiseringen och blev Preussens viktigaste stad efter huvudstaden Berlin. 1822 bodde cirka 56 000 invånare i staden, 1888 hade Köln cirka 250 000 invånare. 25 år senare hade folkmängden tredubblats och vid första världskrigets utbrott bodde det cirka 640 000 människor inom stadens dåvarande gränser.
1842 utnämndes Karl Marx till chefredaktör för Neue Rheinische Zeitung i Köln och han befann sig till och med vid marsrevolutionen 1848 i staden. 
Efter att ha stått som halvfärdig kyrkoruin sedan 1200-talet då ärkebiskopen lämnade Köln, slutfördes mellan 1842 och 1880 byggandet av Kölnerdomen. 1859 invigdes den första bron över Rhen sedan år 953. 1859 invigdes Centralstationen. 1881 revs den medeltida stadsmuren och längs den före detta demarkationslinjen anlades en ringgata.

### Adenauer och Weimarrepubliken 1917–1933
Efter första världskriget ockuperades Köln av brittiska trupper. 1917 valdes Konrad Adenauer till borgmästare. Under Adenauers tid som borgmästare återinvigdes universitetet och det stora mässområdet Kölner Messe, idag Koelnmesse, skapades. För att bekämpa arbetslösheten, byggdes under 1920-talet stora parkanläggningar runt den ringformade innerstaden. 1926 lämnade de brittiska trupperna Köln. 1929 öppnade Ford sin europeeiska biltillverkning i staden.

### Tredje riket 1933–1945
Konrad Adenauer förblev Kölns borgmästare under 16 år och avskedades av nazisterna 1933. Med en fri stadstradition, kombinerat med en inflytelserik kommunistisk arbetarrörelse och katolska influenser, ansågs Köln vara ett svårt politiskt territorium för nazisterna att inta. Efter Nationalsocialistiska tyska arbetarepartiets maktövertagande i Tyskland, fick partiet dock politiskt fäste även i Köln.
Edelweißpiraten, Edelweisspiraterna, var en tysk ungdomsorganisation som gjorde passivt och aktivt motstånd mot Naziregimen, i synnerhet mot Hitlerjugend. Edelweisspiraterna var etablerade i Köln, där de saboterade militära anläggningar och satte upp regimkritiska affischer. 1944 hängdes 13 av organisationens medlemmar från Köln-Ehrenfeld av Gestapo.
1933 levde cirka 20 000 judar i Köln. Vid krigets utbrott 1939 hade 40 procent av den judiska befolkningen emigrerat. 8 000 judar deporterades under andra världskriget från järnvägsstationen i Deutz till nazisternas koncentrationsläger. Under kristallnatten brändes även Kölns synagogor ned. 
Totalt 262 bombräder varav majoriteten utförda av RAF förstörde 90 procent av Köln under andra världskriget. 
Trots att Köln inte hade lika tung industri som städerna kring Ruhr, hade det andra strategiska värden då Köln var militär huvudbas för militärdistrikt 4 och dessutom hade ett utbrett infrastrukturnätverk med främst järnväg och broar som var en viktig punkt för de allierades offensiv in i resten av Tyskland. 
Köln var målet vid den första bombräden under kriget då över 1000 brittiska bombplan anföll staden under natten mellan 31 maj och 1 juni 1942.
Köln intogs av Amerikanska första armén i början av mars 1945.
Vid krigets slut bodde endast 40 000 människor kvar i staden.

### Efterkrigstiden
Positionen som storstad på nära avstånd till städerna i Västtysklands nya maktcenter; den nya, "provisoriska", förbundshuvudstaden Bonn och det nyetablerade förbundslandet Nordrhein-Westfalens huvudstad Düsseldorf, gynnade Köln under efterkrigstidens återuppbyggnad. 
Efter krigsslutet 1945 blev Adenauer under en kort period återinsatt som borgmästare för Köln. Arkitekten och stadsplaneraren Rudolf Schwarz fick 1947 uppdraget att utarbeta en masterplan för staden han själv omnämnt som ”världens största ruinhög”. Planen han presenterade byggde delvis vidare på nazisternas vision för Köln, det vill säga nya, breda genomfartsleder i den medeltida stadskärnan. Men förutom dessa ingrepp, byggdes Köln upp efter de indelningar och det ringformade gatunät som präglat staden före krigets utbrott. Återuppbyggnaden gick relativt fort och 1959 var stadens befolkningssiffror tillbaka på förkrigsnivå, cirka 800 000. 1975 rundade befolkningen en miljon. 
Med den politiska maktförskjutningen till Berlin som tysk huvudstad, förlorade staden sin centrala position i det västtyska administrativa maktcentret. Köln har likväl med framgång profilerat sig som västra Tysklands center för film- och medieproduktion, bioteknik och handel.
I staden inträffade de internationellt uppmärksammade massövergreppen i Köln nyårsafton 2015.

## Geografi och klimat

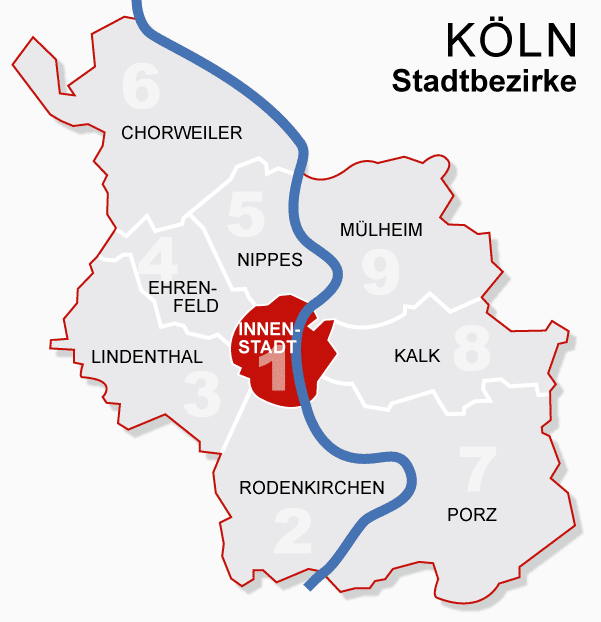
Administrativ indelning.

Köln ligger på båda sidorna av floden Rhen. Kommunen har en sammanlagd yta på 405,16 km² (varav västra Rhensidan utgör 56,8 procent och den östra Rhensidan 43,2 procent). 
Stadens läge i en flodsänka, inbäddad mellan de två högplatåerna Eifel i väst och Bergisches Land i öst, skyddar den från västvindar och klimatet är därför milt. Den årliga genomsnittstemperaturen låg 2005 på 11,9 °C,  vilket gör Köln till Tysklands temperaturmässigt varmaste stad.

### Stadsdelar
Köln är indelat nio stadsdistrikt (Stadtbezirke) och dessa Stadtbezirke är i sin tur indelat i sammanlagt 86 stadsdelar (Stadtteile). 
- Innenstadt (Stadtbezirk 1): Altstadt Nord, Altstadt Süd, Neustadt Nord, Neustadt Süd, Deutz
- Rodenkirchen (Stadtbezirk 2): Bayenthal, Godorf, Hahnwald, Immendorf, Marienburg, Meschenich, Raderberg, Raderthal, Rodenkirchen, Rondorf, Sürth, Weiß, Zollstock
- Lindenthal (Stadtbezirk 3): Braunsfeld, Junkersdorf, Klettenberg, Lindenthal, Lövenich, Marsdorf, Müngersdorf, Sülz, Weiden, Widdersdorf
- Ehrenfeld (Stadtbezirk 4): Bickendorf, Bocklemünd, Ehrenfeld, Mengenich, Neuehrenfeld, Ossendorf, Vogelsang
- Nippes (Stadtbezirk 5): Bilderstöckchen, Longerich, Mauenheim, Niehl, Nippes, Riehl, Weidenpesch
- Chorweiler (Stadtbezirk 6): Blumenberg, Chorweiler, Esch/Auweiler, Fühlingen, Heimersdorf, Lindweiler, Merkenich, Pesch, Roggendorf/Thenhoven, Seeberg, Volkhoven/Weiler, Worringen
- Porz (Stadtbezirk 7): Eil, Elsdorf, Ensen, Finkenberg, Gremberghoven, Grengel, Langel, Libur, Lind, Poll, Porz, Urbach, Wahn, Wahnheide, Westhoven, Zündorf
- Kalk (Stadtbezirk 8): Brück, Höhenberg, Humboldt/Gremberg, Kalk, Merheim, Neubrück, Ostheim, Rath/Heumar, Vingst
- Mülheim (Stadtbezirk 9): Buchforst, Buchheim, Dellbrück, Dünnwald, Flittard, Höhenhaus, Holweide, Mülheim, Stammheim

## Befolkning

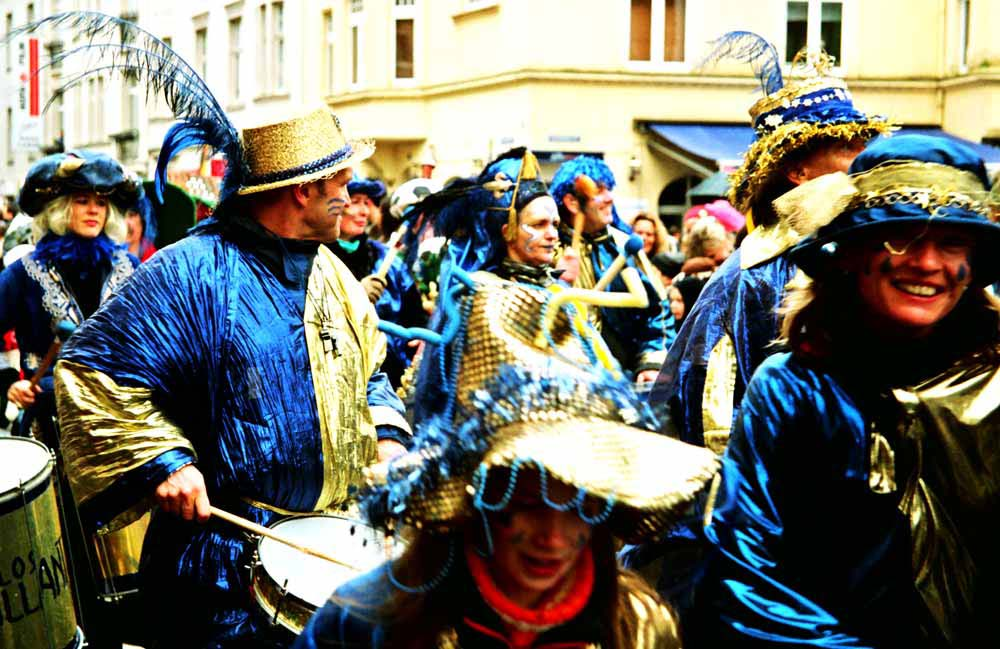
Karnevalen i Köln

Köln hade 1 046 680 invånare år 2014. 20 procent av stadens befolkning har invandrarbakgrund. De största utländska befolkningsgrupperna kommer ursprungligen från Italien och Turkiet. Kölns judiska församling har cirka 5 000 medlemmar. Församlingen är den äldsta norr om Alperna och grundades år 321 e. Kr.
41 procent av Kölns invånare är katoliker och staden är den katolska karnevalens högborg. Karnevalen kallas även den "femte årstiden". Köln har en stor gay-scen och staden betecknas ofta som liberal och tolerant i sin attityd. Kölns pridefestival Christopher Street Day äger rum i juli månad varje år. Ungefär 85 000 studenter bor i Köln, vilket gör den till en av Tysklands största universitetsstäder.

## Stadsbild

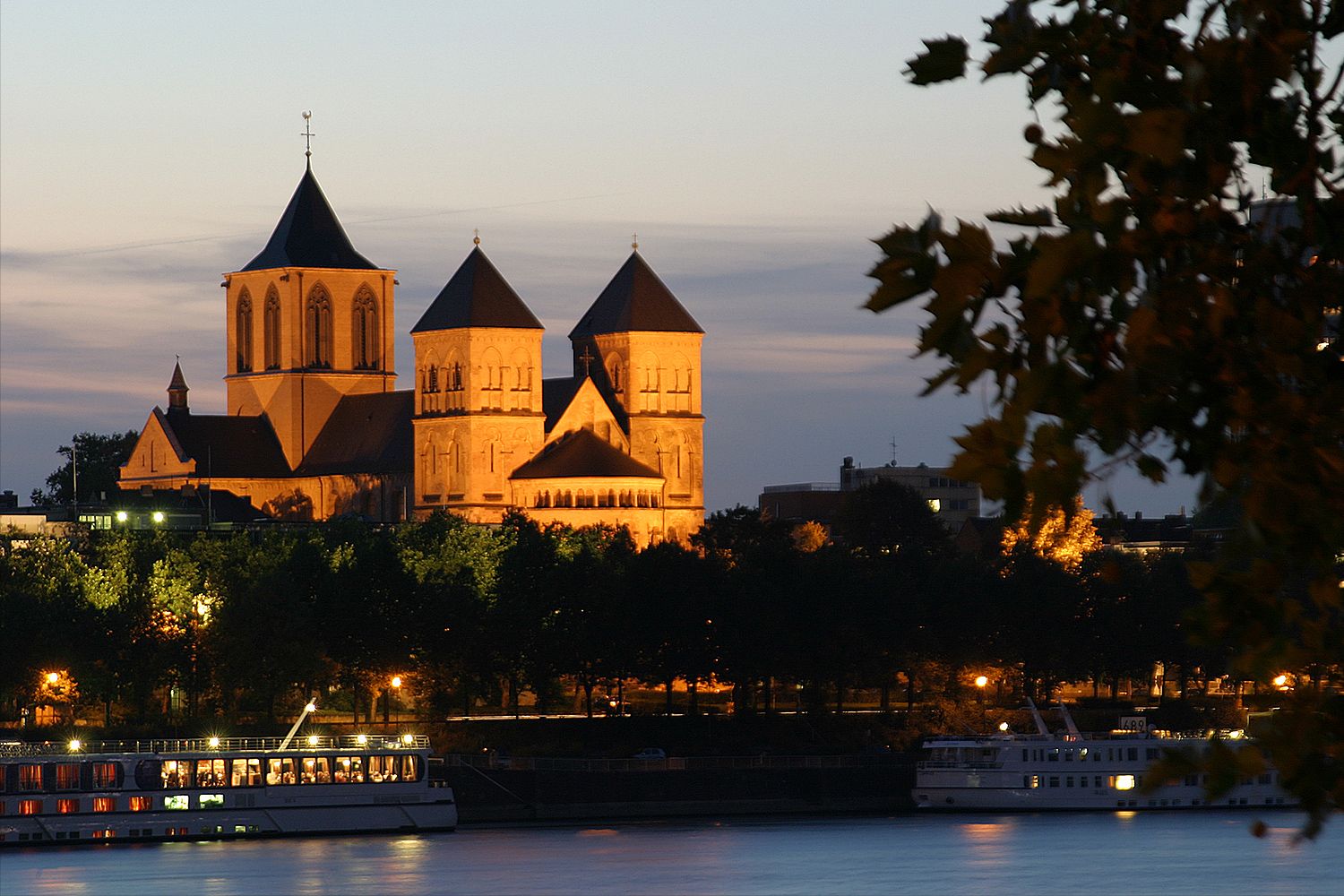
St. Kunibert, Romansk kyrka i Köln.

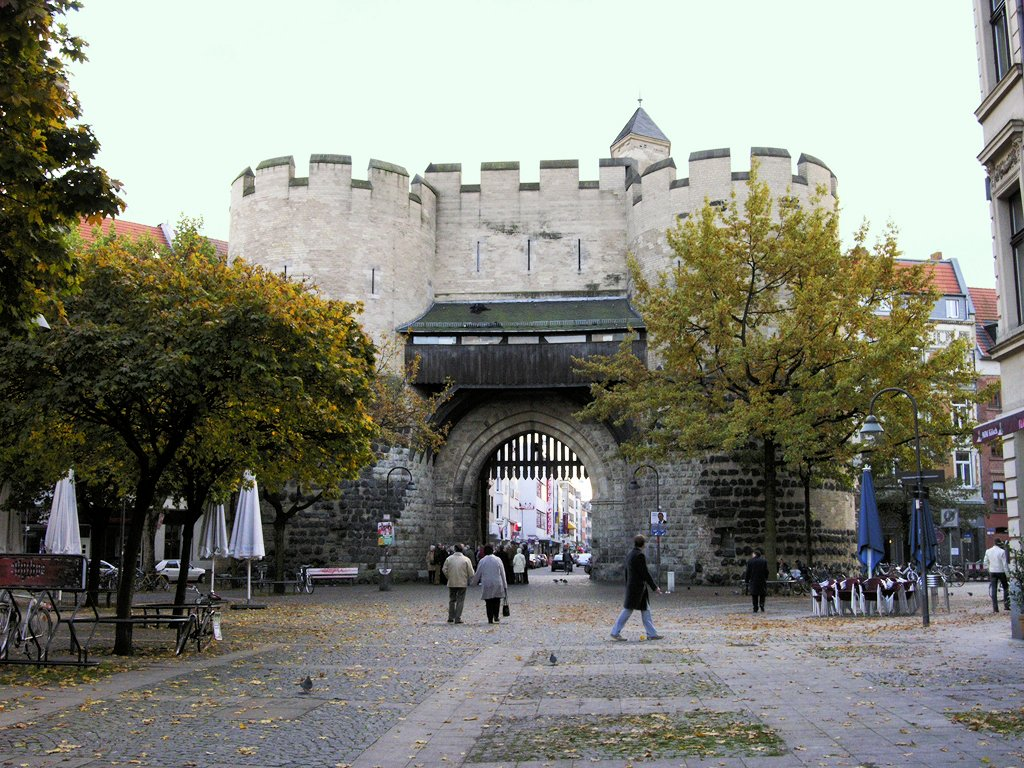
Norra stadsporten, Eigelsteintor.

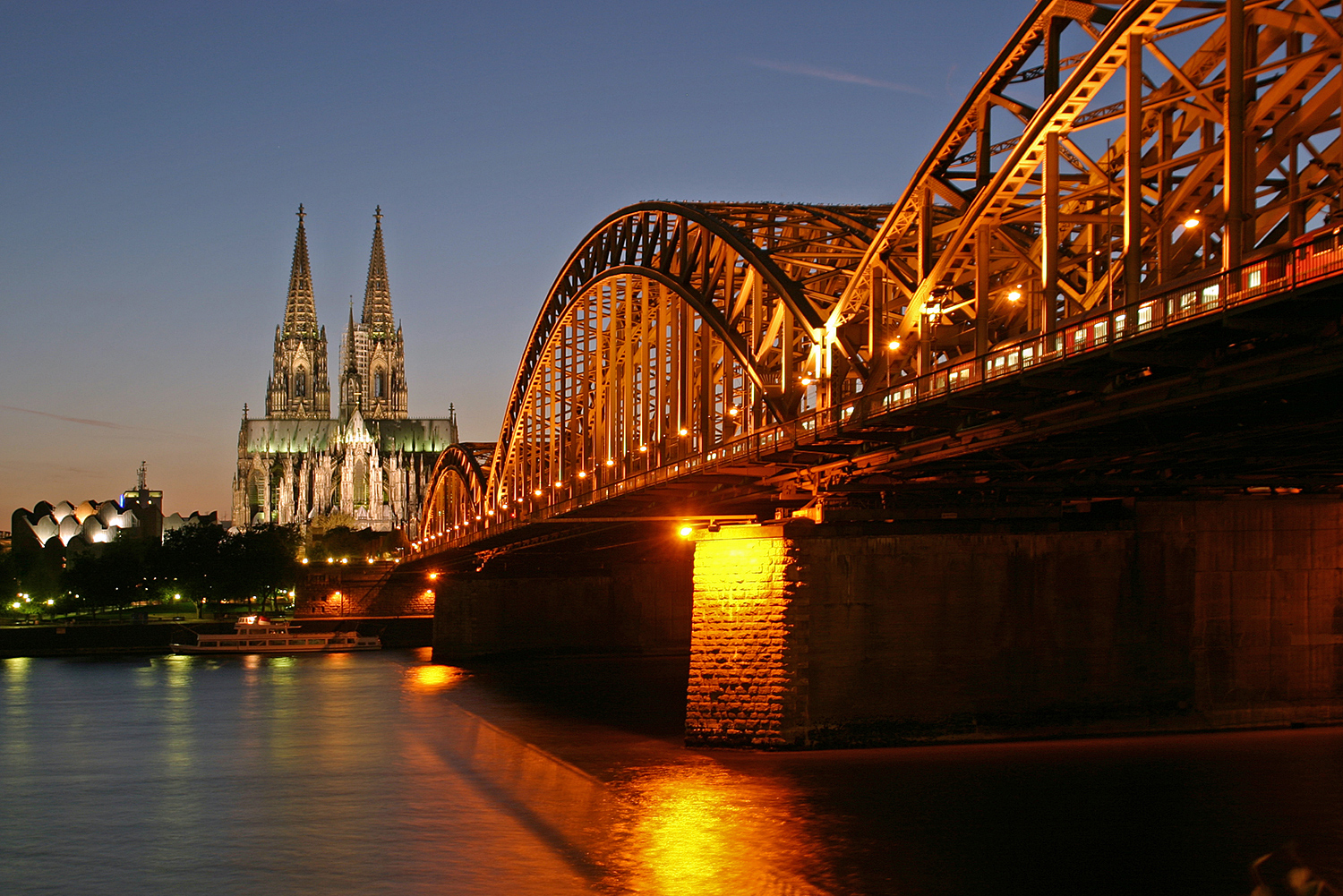
Hohenzollernbron.

### Altstadt - innerstaden
Kölns historia som Colonia i romarriket och handelsstad under medeltiden är påtagligt närvarande i dagens stadsbild. Inom det 16,40 km² stora innerstadsområdet återfinns fragment av romerska stadsmurar, akvedukter och vägar. Innerstadens medeltida, organiska struktur, omsluten av en ringgata från 1800-talets senare hälft, har i hög grad bevarats. 12 romanska kyrkor pryder stadens silhuett – fler än i någon annan europeisk stad.
Innerstaden förlorade en stor del av sin kulturella substans under andra världskrigets förödelse. Men trots modernismens inflytande på efterkrigstidens stadsplanering, valde staden att rekonstruera de förstörda romanska kyrkorna, renässansrådhuset och den medeltida festsalen Gürzenich. Det blev ett långvarigt projekt som först avslutades på 1990-talet med återuppbyggnaden av kyrkan St. Kunibert. Två kyrko-ruiner i innerstaden har dock medvetet bevarats: Alt St. Alban som ligger intill rådhuset bildar ramen för en skulptur av konstnären Käthe Kollwitz och St. Kolumba som före förödelsen fungerade som kloster. Ovanpå klostrets ruiner byggdes ett kapell -St. Maria in den Trümmern- på 50-talet, ritat av arkitekten Gottfried Böhm. Kapellet är integrerat i ruinerna och omsluter en från förödelsen förskonad Maria-figur. Under 2000-talet har den schweiziske arkitekten Peter Zumthor ovanpå ruin och kapell uppfört Kolumba - ett museum för kyrklig konst. Museet invigdes i november 2007.

### Neustadt - den inre ringstaden
1881 revs den medeltida stadsmuren och längs den före detta demarkationslinjen anlades en ringgata med Wiens Ringstrasse som förebild. Stadsportarna Eigelsteintor (norr), Hahnentor (väst) och Severinstor (syd) bibehölls längs den 6 km långa boulevarden. De accentuerar än idag övergången mellan Altstadt (den medeltida innerstaden) och Neustadt. Neustadt Nord och Neustadt Süd är beteckningen på stadsdelarna väster om ringgatan från den så kallade Gründerzeit-epoken. De byggdes under perioden 1881–1910 och omsluts av parkanläggningar från 1920-talet (se Parker nedan).

### Grüngürtel - den yttre ringstadens parkanläggningar
Sedan 1880-talet har Köln successivt expanderat ringartat utifrån den inre ringgatan. Under 1920-talet byggdes stora parkanläggningar runt innerstaden och de yttre stadsdelarna, en så kallad inre och yttre Grüngürtel. Den 120 hektar stora inre parkanläggningen är ett 7 kilometer långt rekreationsstråk som omsluter innerstaden. I direkt anslutning till detta parkstråk ligger stadsdelarna Nippes, Ehrenfeld och Lindenthal(se Stadsdelar ovan). Den yttre parkringen har en yta på cirka 800 hektar. Dess gräns utgörs av Kölns motorvägsring (se Kommunikationer nedan).

### Broar - förbindelser över Rhen
Köln förbinds av åtta broar (Hohenzollernbrücke, Südbrücke, Zoobrücke, Severinsbrücke, Deutzer Brücke, Mülheimer Brücke, Rodenkirchner Brücke och Autobahnbrücke Köln-Leverkusen) över floden Rhen. Två av dessa är järnvägsbroar. Den mest markanta är den bågformade Hohenzollernbron som leder tågtrafiken in mot centralstationen. De båda broarna Severinsbrücke och Zoobrücke har vid olika tillfällen använts som orter för ljuskonstinstallationer. Även en linbana förbinder vid Zoobrücke Rhens båda flodbädder.

## Näringsliv

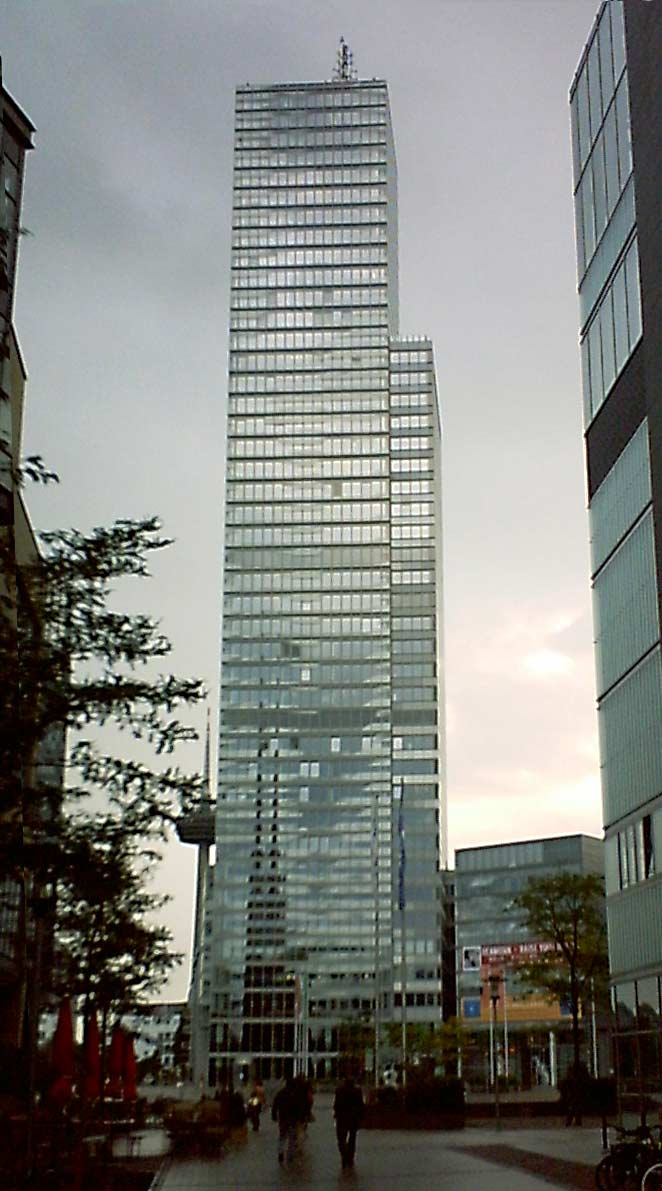
Den 148 m höga skyskrapan, KölnTurm, i Mediapark.

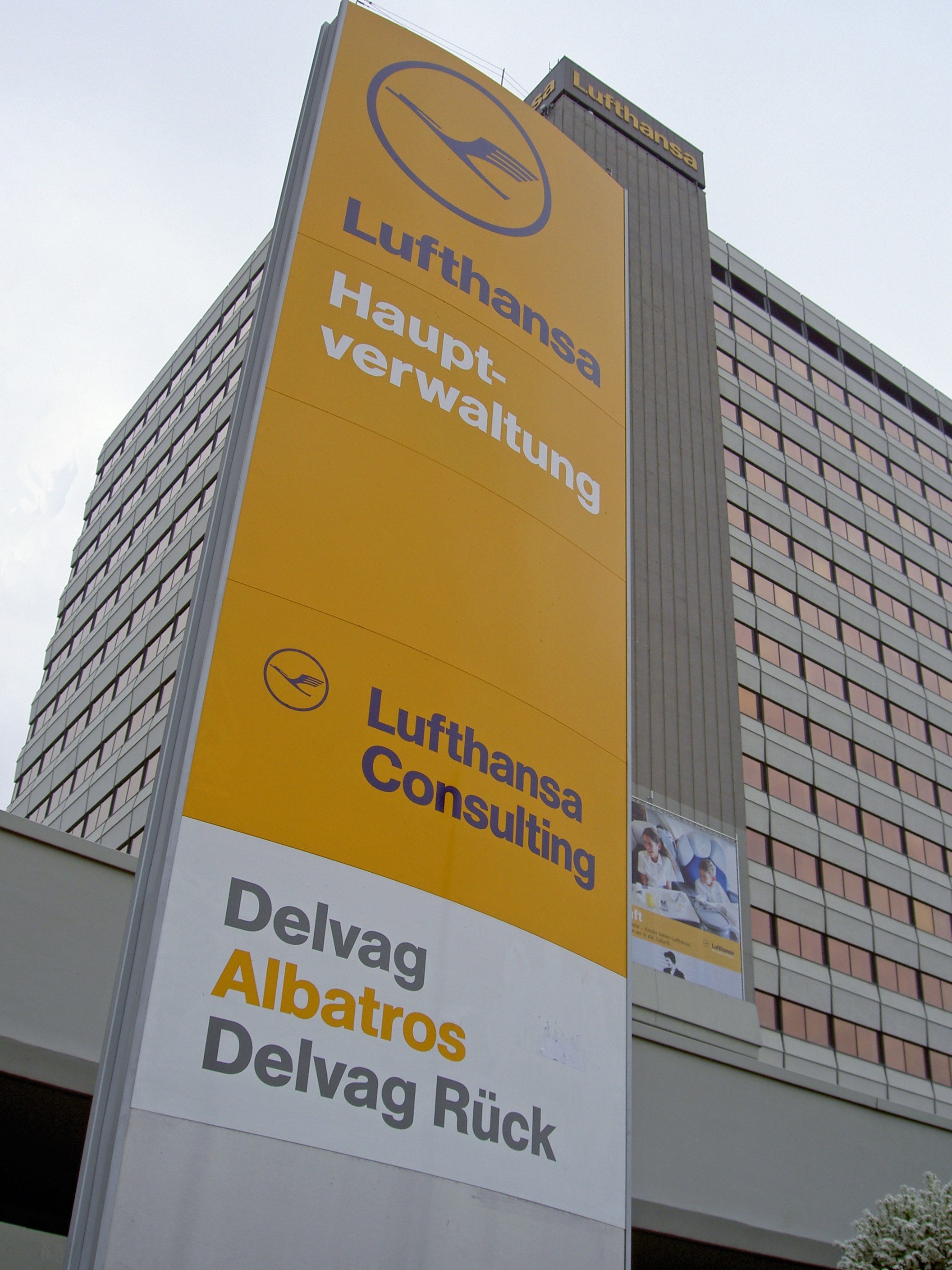
Lufthansas huvudsäte i Köln.

De främsta branscherna inom stadens näringsliv är idag media, forskning, IT, industri, försäkrings- och bankväsen samt turism. Cirka 2,5 miljoner turister övernattade under 2005 i Köln. Exempel på nationella och internationella företag med huvudsäte i Köln är Kaufhof, REWE samt flygbolagen Lufthansa och Germanwings. 

### Utveckling
Köln har under de senaste årtiondena gått från att ha varit en industristad till att bli Tysklands mest utpräglade mediestad. Med industrins generella tillbakagång under 1980-talet, satsade staden under 1990- och 2000-talen på medie- och teknologibranschen. Resultaten av dessa mediesatsningar är bland annat en journalisthögskola och en konsthögskola för medier. 
Kölns position som kunskaps- och mediestad har förstärkts i och med etablerandet av medie- och bioteknologicentra på olika håll i staden, till exempel det centralt belägna Mediapark med den 148 m höga skyskrapan Kölnturm av den franske arkitekten Jean Nouvel, samt filmproduktionsområdet Coloneum och Cologne Biocampus i de västra delarna av staden. 

### Koelnmesse
Koelnmesse, eller Köln Messe, är världens fjärde största mässområde med en yta på 284 000 m². Mässområdet ligger i stadsdelen Deutz, vid järnvägsstationen Bahnhof Köln Messe/Deutz. Koelnmesse är årligen värd för ett 50-tal mässor, 42 000 utställare och mer än 2 miljoner besökare. 
Den före detta huvudbyggnaden byggs för närvarande om för att år 2008 rymma huvudsätet för televisionsbolaget RTL TelevisionRTL.

### Audiovisuella medier
Köln innehar en dominerande position inom den tyska medieindustrin. I Köln görs en tredjedel av all tysk TV-produktion och staden är hemort för ett flertal medie-, televisions- och filmproduktionsföretag, bland andra RTL, WDR, VOX, Terra Nova och nyhetskanalen N24. Se även Television i Tyskland. Ett antal större produktionsfirmor som Brainpool, MMC, Bonito TV, och Endemol Deutschland, har samlats i Köln under senare år. Medie- och kommunikationsbranschen utgör 10 procent av Kölns näringsliv med över 50 000 anställda. 
Westdeutscher Rundfunk har sedan 1926 huvudsäte i Köln. 

### Forskning, industri och försäkringsbolag
Köln har Tysklands största universitet. Max Planck-institutet har tre institut i Köln.
Det största företaget inom tillverkningsindustrin är Ford-verken (Ford-Werke). Fords europeiska huvudkontor har säte i Köln.
Försäkringsbolag med huvudsäte i staden är bland annat Gerling, AXA, DEVK, DKV, Gothaer samt Roland.
EU:s flygsäkerhetsmyndighet Europeiska byrån för luftfartssäkerhet ligger i Köln, närmare bestämt i stadsdelen Deutz, granne med Kölnmesse.

## Kommunikationer

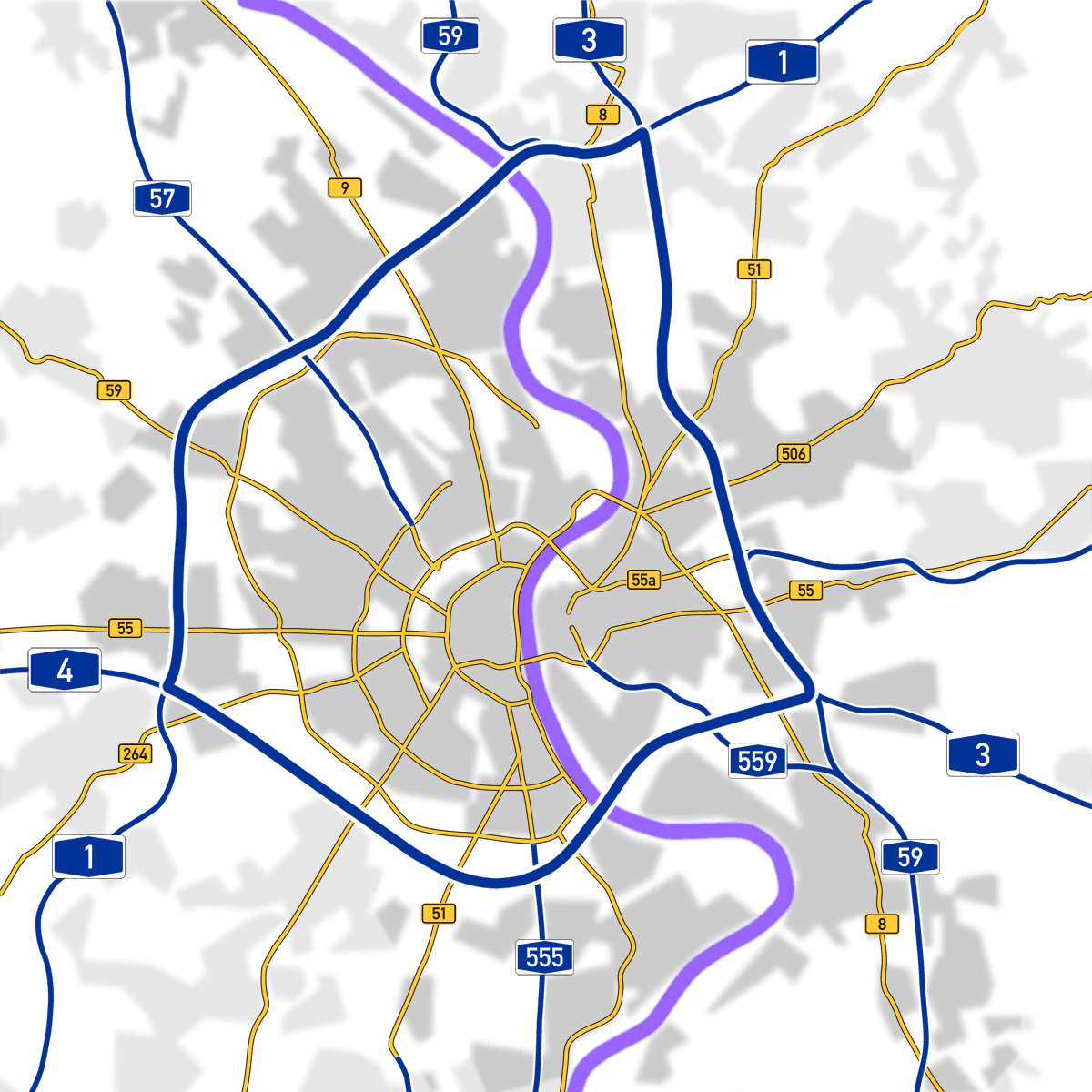
Kölns motorvägsring.

### Spårvagnar
Köln har ett väl utbyggt spårvagnsnät med spårvagnar som både går i gatuplan och under jord. I innerstaden går de flesta spårvagnslinjer under jord. I Köln kallar man spårvagnsnätet för Stadtbahn.

### Pendeltåg
Staden har även ett välutbyggt nät av pendeltåg (S-bahn) som bland annat går till flygplatsen. Pendeltågen möts vid centralstationen, Köln Hauptbahnhof. Den har dagligen 280 000 passagerare.

### Flyg
Den internationella flygplatsen Köln-Bonns flygplats delas med grannstaden, den tidigare förbundshuvudstaden, Bonn och är landets fjärde största räknat i antalet passagerare (cirka 9 miljoner under 2005).

## Utbildning

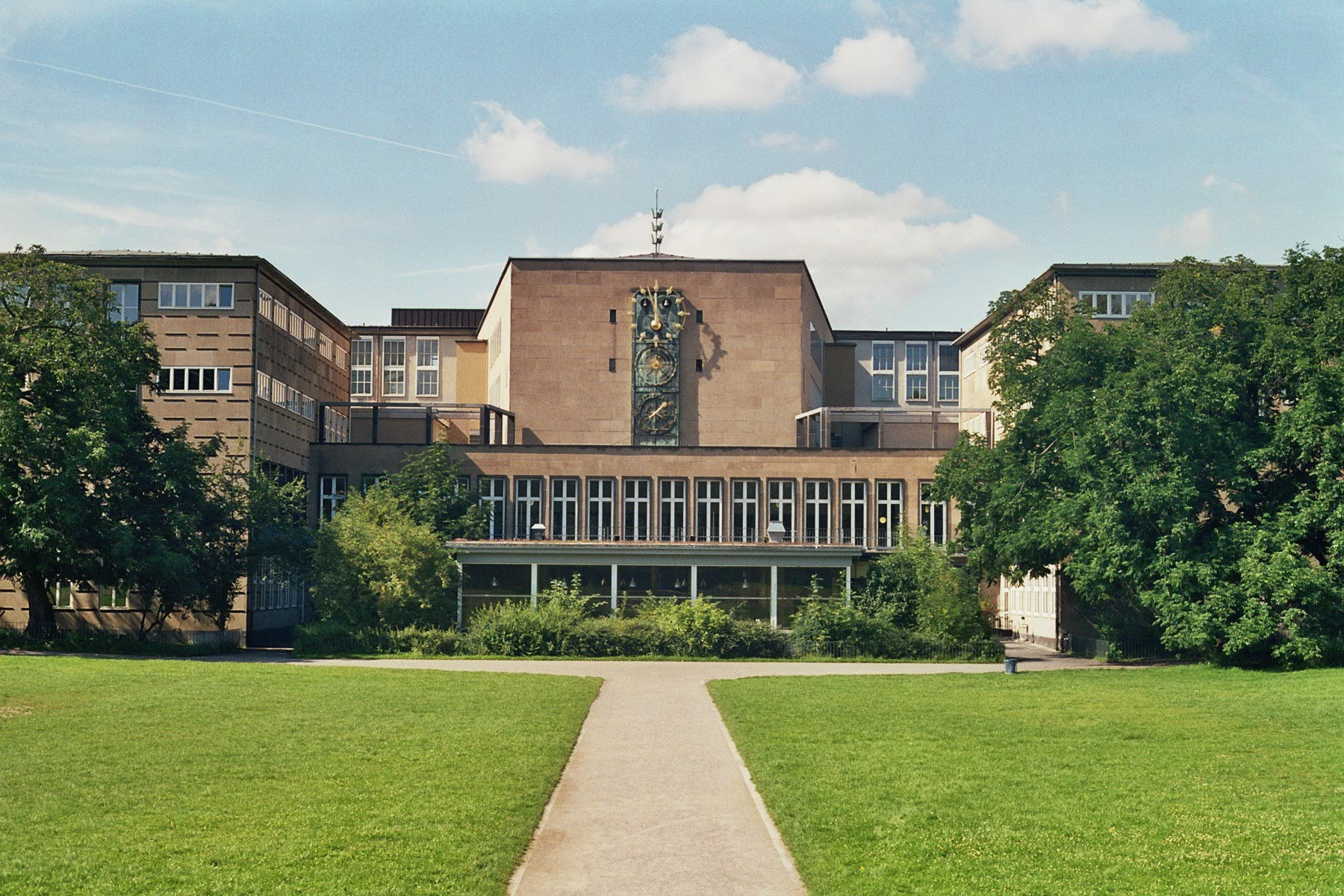
Universitets huvudbyggnad från 1934.

### Universitet
Kölns universitet, Universität zu Köln är Tysklands största och näst äldsta högskola. Universitetet grundades 1388 och har cirka 62 000 studenter. Exempel på andra högskolor är Fachhochschule Köln med cirka 17 000 studenter, Sporthochschule Köln  samt konstakademierna Kunsthochschule Köln och Internationale Filmschule Köln. Det nyaste institutionstillskottet är Tysklands första i sitt slag; mediahögskolan Kunsthochschule für audiovisuelle Medien / Academy for Media Arts.
Cirka 10 procent av Kölns befolkning är studenter, vilket sätter sin tydliga prägel på staden. Universitetsområdet, även kallat de latinska kvarteren Kwartier Lateng, befinner sig i kvarteren längs studentgatan Zülpicher Strasse.

## Kulturliv

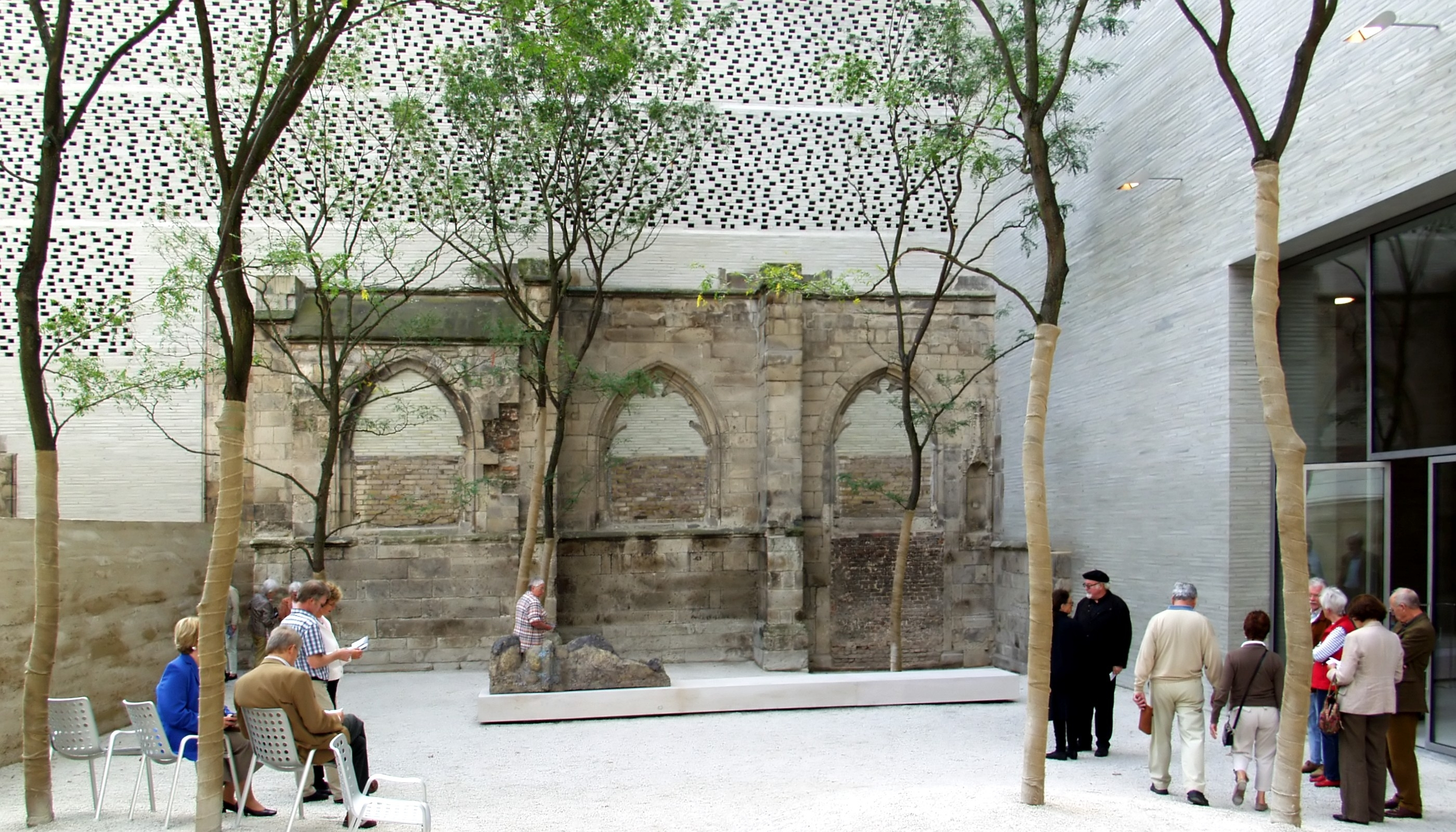
Kolumba-museet med kyrkoruin.

### Konst- och galleriscen
Sedan 1960-talet har Köln gjort sig internationellt känd som kulturmetropol. Staden har ett rikt museumsutbud med över 30 museer samt ett 100-tal konstgallerier. Koelnmesse är bland annat värd för den internationella konstmässan Art Cologne, den mer samtida konstmässan art.fair, den internationella möbelmässan IMM och fotomässan Photokina.

### Konstmuseer
Museum Ludwig är Kölns största museum för modern konst. Museet har en utställningsyta på 8000 m² och befinner sig i samma byggnad som stadens filharmoni. Förutom den samtida konstproduktionen ligger fokuset i museets samlingar på verk från tysk expressionism, rysk avantgarde, popkonst, abstrakt konst och surrealism. Museet har även Tysklands största Picassosamling.
Wallraff-Richartz Museum är ett nybyggt konstmuseum med en stor medeltida konstsamling samt en barockavdelning med verk av Rembrandt och Rubens.
Römisch-Germanisches Museum der Stadt Köln  har en samling av romerska och germanska fynd, med fokus på romartid till medeltid. Museet är framförallt känt för sin Dionysos-mosaik från 200 e. kr.
Kölnischer Kunstverein är en konsthall för tysk och internationell samtidskonst. Den grundades 1839 och låg på Cäcilienstrasse fram tills att byggnaden revs hösten 2002. Idag[när?] ligger konsthallen i byggnaden die brücke på Hahnenstraße.

## Musikscen

### Elektronmusikstudion i Köln
Westdeutscher Rundfunks studio i Köln grundades 1951 och byggdes för att det skulle gå att "komponera direkt på magnetband". 1956 bildades stiftelsen Studio für Elektronische Musik av Herbert Eimert som kom att bli något av en moderorganisation för liknande elektroakustiska studior runt om i världen, bland annat den svenska EMS i Stockholm. I studion i Köln gjordes många av de banbrytande ljudexperiment och den konstmusik som kommit att influera så många musiker inom den elektroniska musikscenen. Bland annat arbetade här Karlheinz Stockhausen och 1962 blev han chef över studion. Andra som arbetade i studion var exempelvis Pierre Henry och Pierre Schaeffer.

### Sound of Cologne

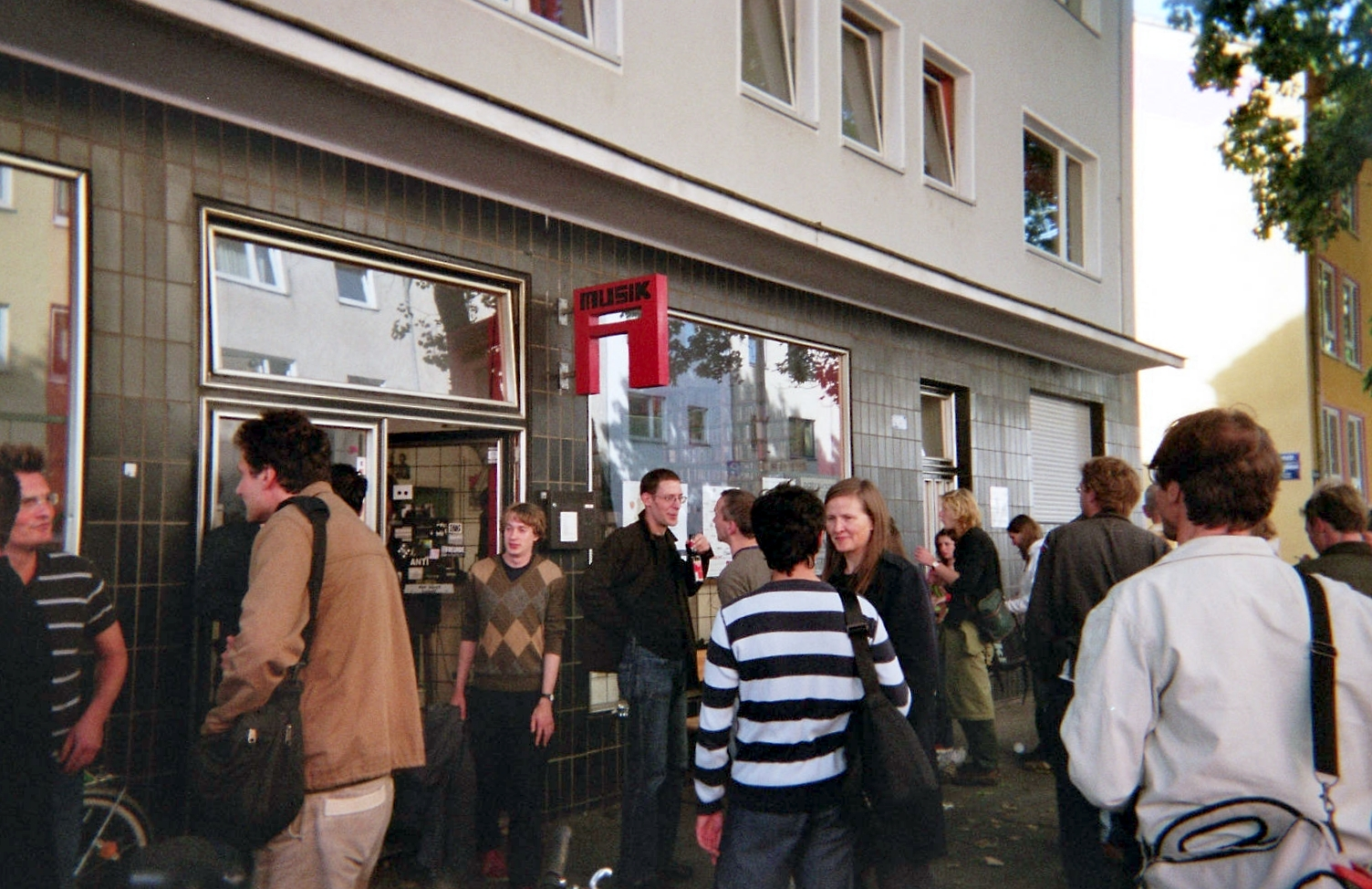
A-Musik - en del av Kölns elektroniska musikscen.

Köln har en mångfacetterad musikscen. Staden har blivit något av ett begrepp inom Electronica-scenen och den minimala elektroniska musik som produceras i Köln kallas ibland för Sound of Cologne. Lokala elektroniska musikbolag och etiketter har årligen sedan 2004 arrangerat en festival för elektronisk popkultur cologne on pop (C/O Pop ). Festivalen ger en inblick i aktuella tendenser inom den elektroniska musiken och dess inflytande på modern popkultur. I festivalprogrammet ingår musik- och kulturarrangemang, partyn, utställningar, en VJ-festival samt en kongress med föredrag och diskussionsrundor kring ämnen som musik och medier. Festivalen besöks årligen av cirka 50 000 personer.
Kölns elektroniska musikscen koncentreras i hög grad till området Belgisches Viertel och dess klubbar och barer. De så kallade belgiska kvarteren, där torg och gator uppkallats efter belgiska städer, är Kölns intellektuella, bohemiska kvarter. Området ligger väster om ringgatan som omsluter innerstaden.

## Sport

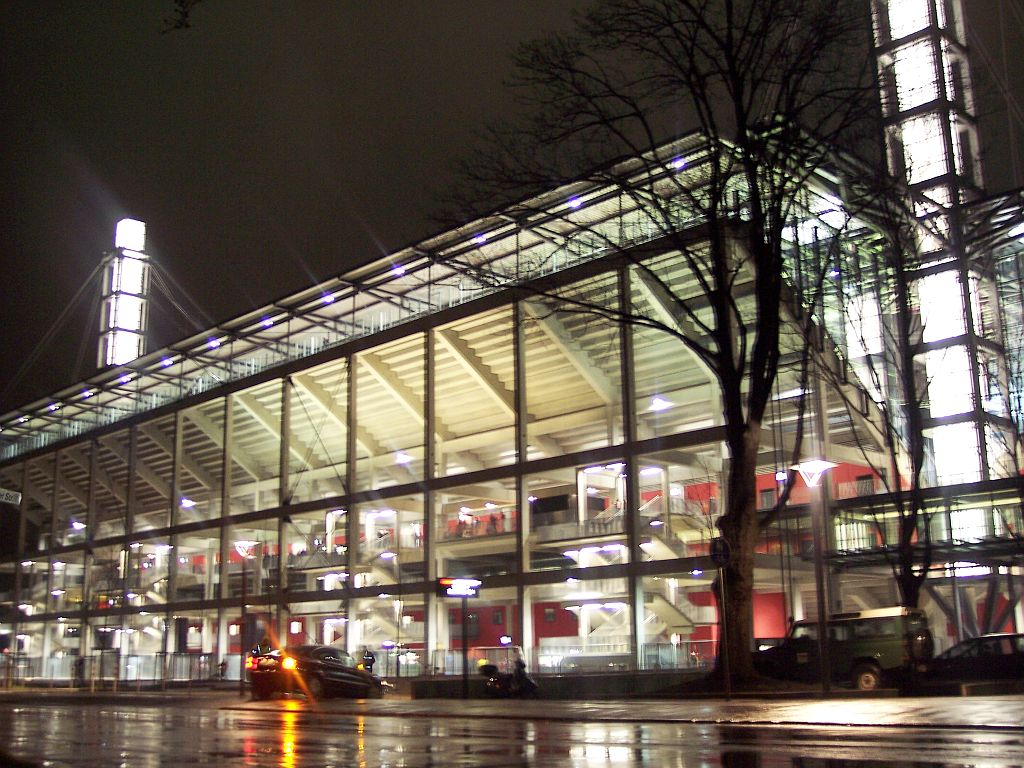
Rheinenergiestadion.

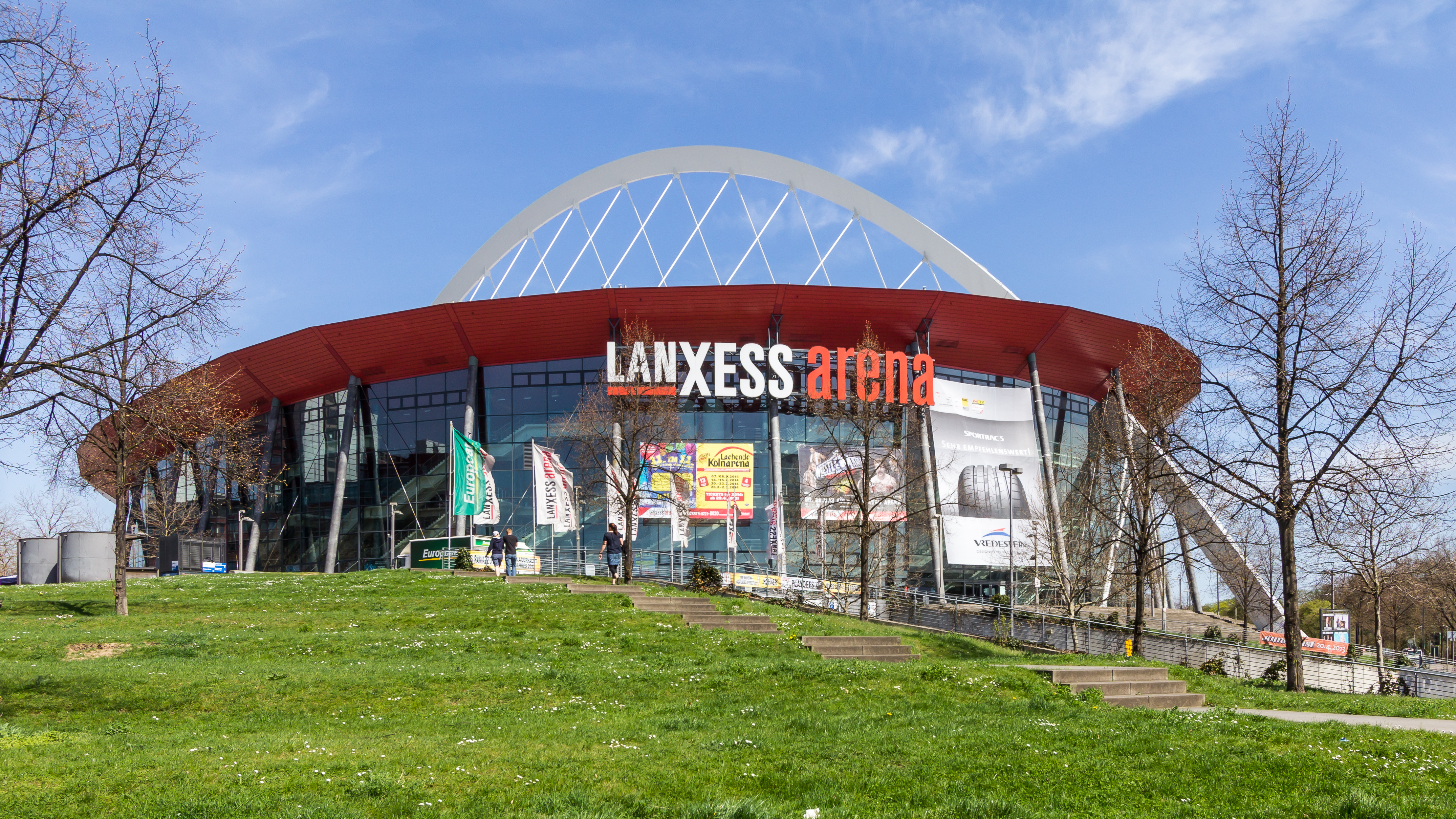
Kölnarena.

### VM i fotboll 2006
Köln var en av arrangörsorterna för världsmästerskapet i fotboll 2006. Gruppspelsmatchen England-Sverige spelades på stadens fotbollsarena Rheinenergiestadion. Arenan har plats för 51 000 åskådare. På arenan spelas med jämna mellanrum landskamper i fotboll.

### 1. FC Köln
1. FC Köln tillhörde under 1960-, 1970- och 1980-talet Tysklands bästa fotbollsklubbar. Idag pendlar laget mellan första och andra divisionen (Bundesliga).

### Lanxess Arena
Lanxess Arena (tidigare Kölnarena) är Tysklands största inomhusarena. Kölnarena ligger i stadsdelen Deutz och har platser för cirka 20 000 åskådare. Kölnarena är hemmaarena för VfL Gummersbach och Kölner Haie.

## Sevärdheter

### Kölnerdomen
Den 157 meter höga Kölnerdomen är stadens mest markanta byggnadsverk och Tysklands mest välbesökta turistattraktion. I skuggan av domen ligger Römisch-Germanisches Museum, vars samling vittnar om stadens roll som viktig handelsstad i Romerska riket.

### Groß St. Martin
Groß St. Martin, en romansk kyrka från 1200-talet, ligger söder om Domen. Under kyrkan har romerska fundament hittats.

### Rådhuset
Rådhuset från 1569 är byggt i renässans-stil och ligger i stadens gamla judiska kvarter där även ett medeltida judiskt ritualbad, en så kallad mikve, kan besiktas. 

### Altstadt
Den äldsta delen av Kölns innerstad med byggnader från sen medeltid.

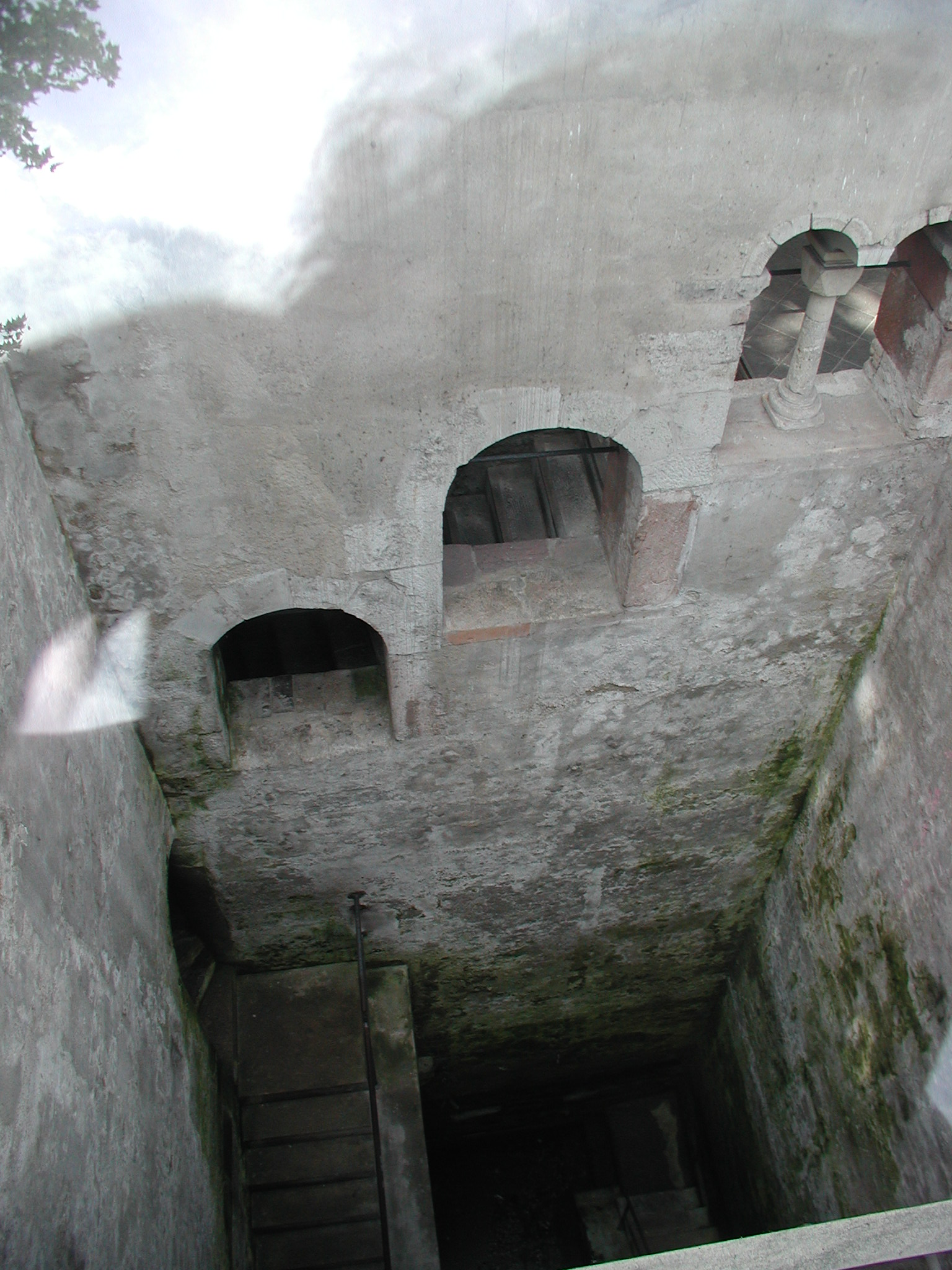
Mikve, Judiskt ritualbad
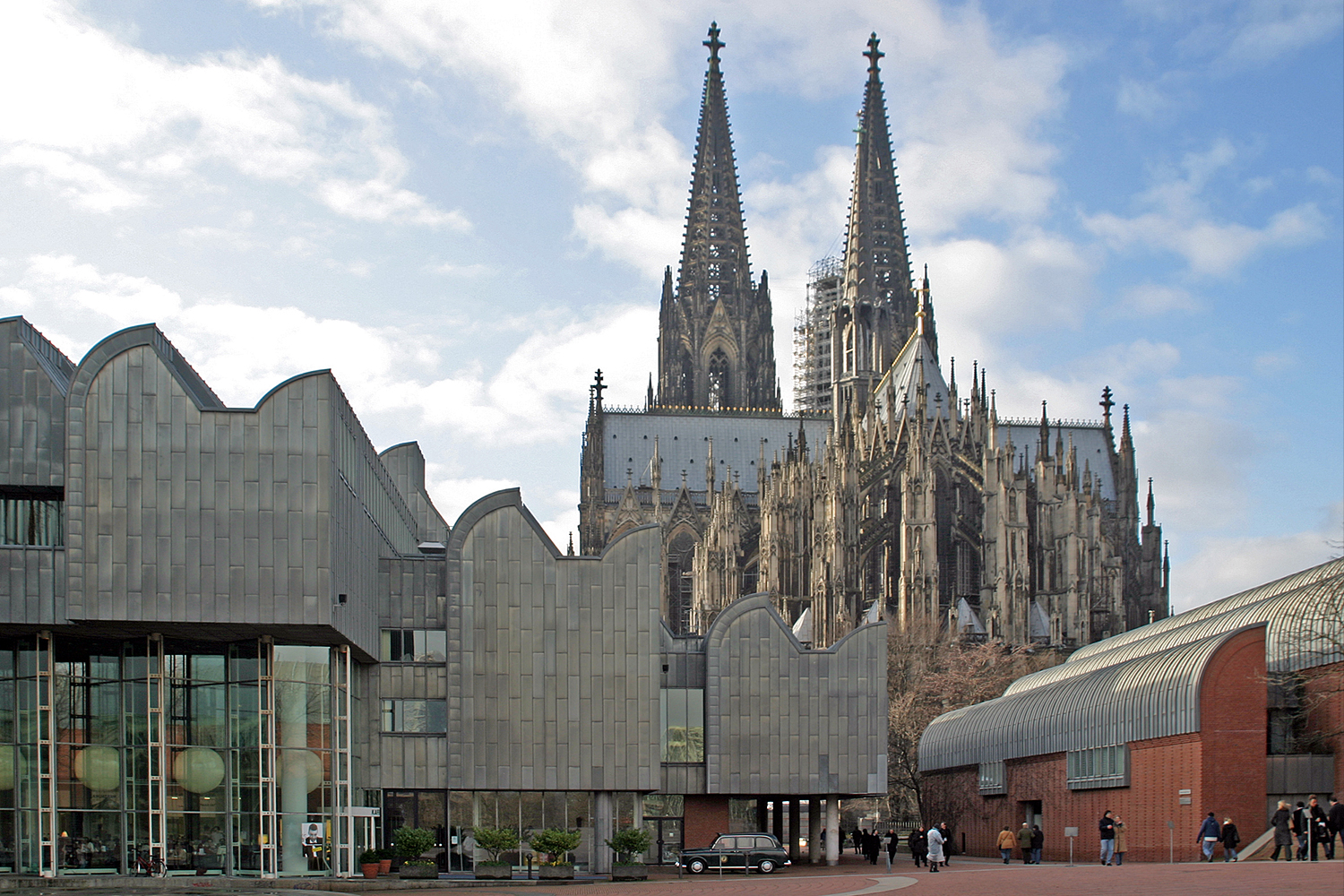
Domen, Museum Ludwig
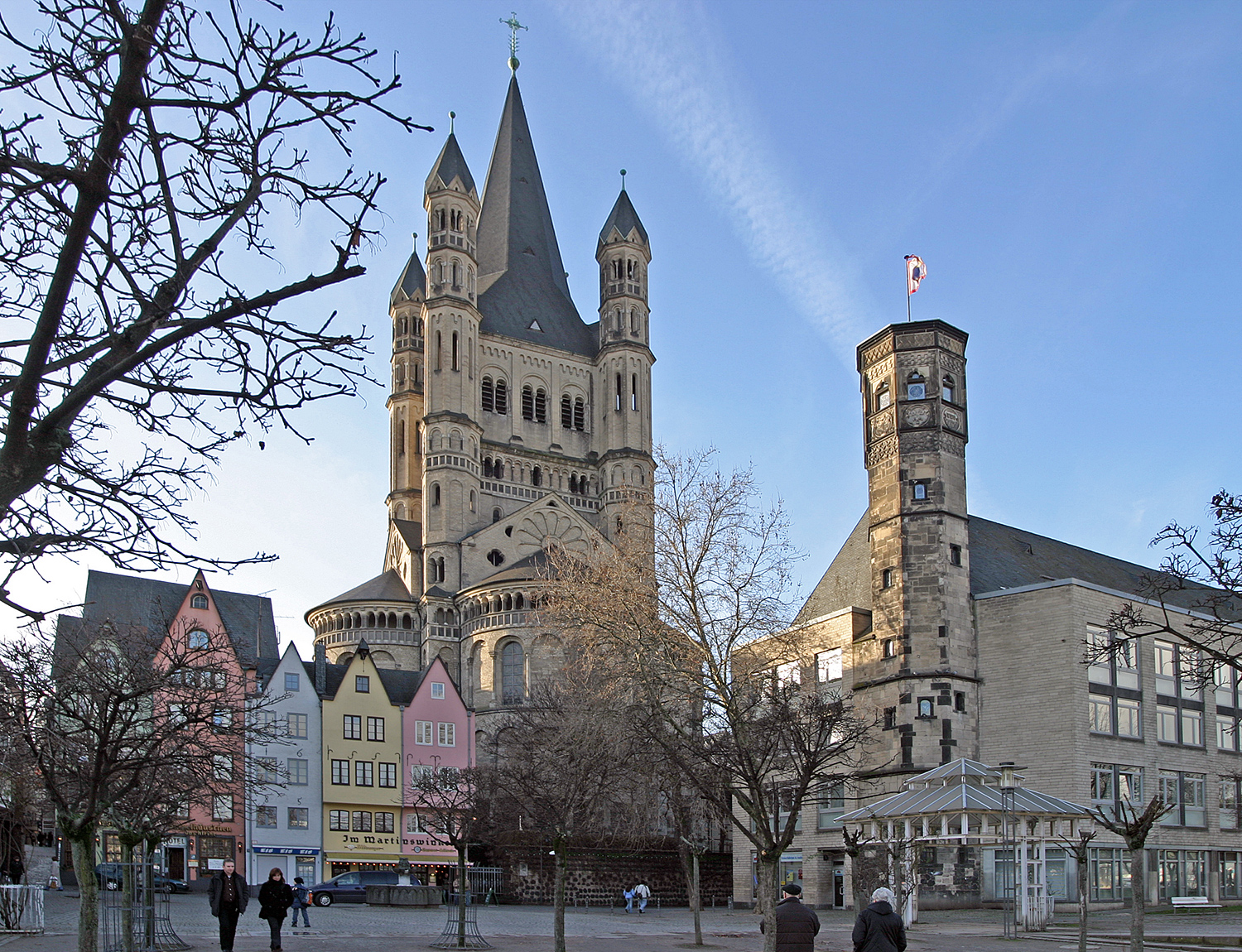
Groß S:t Martin
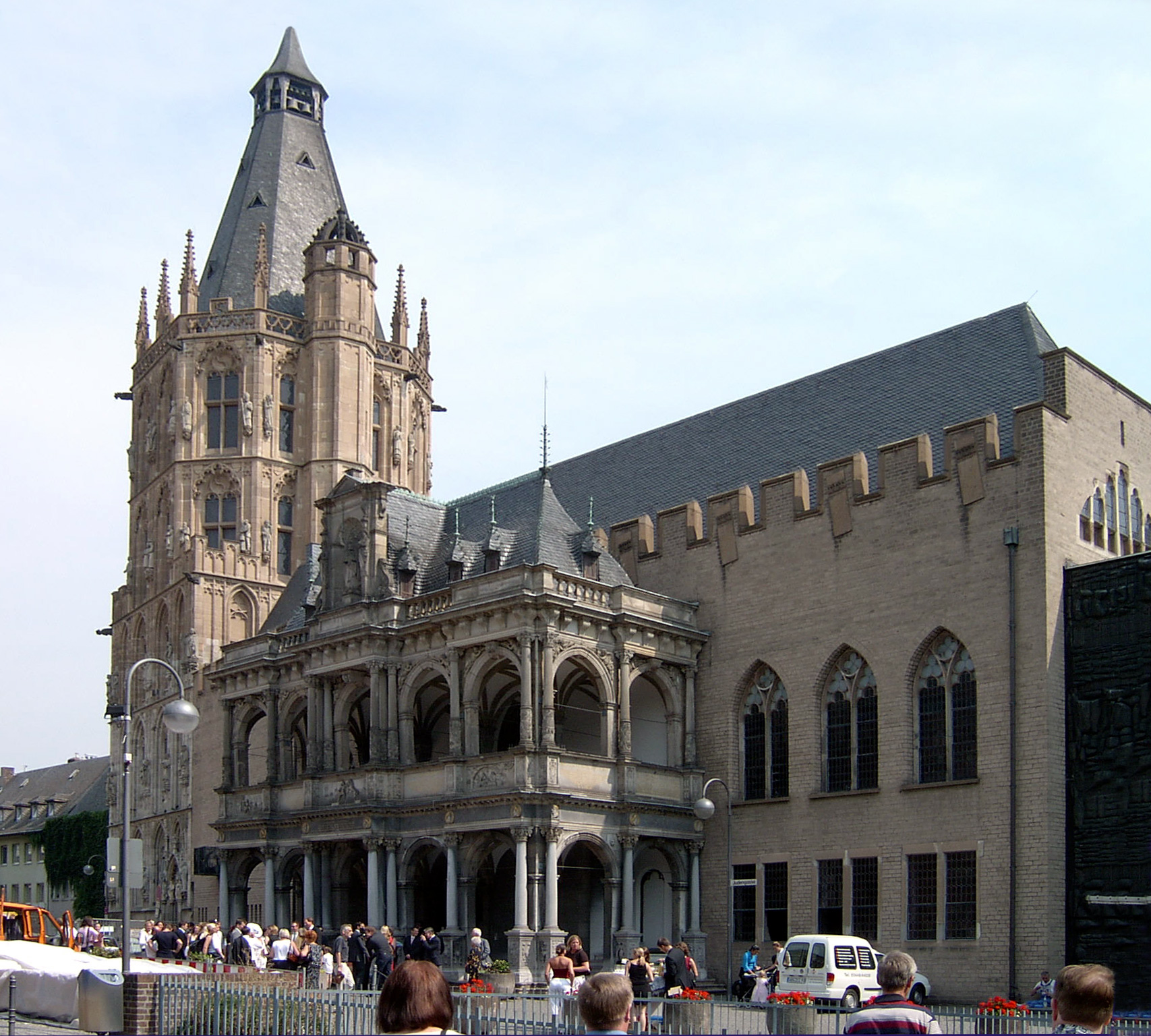
Rådhuset i renässansstil, 1569
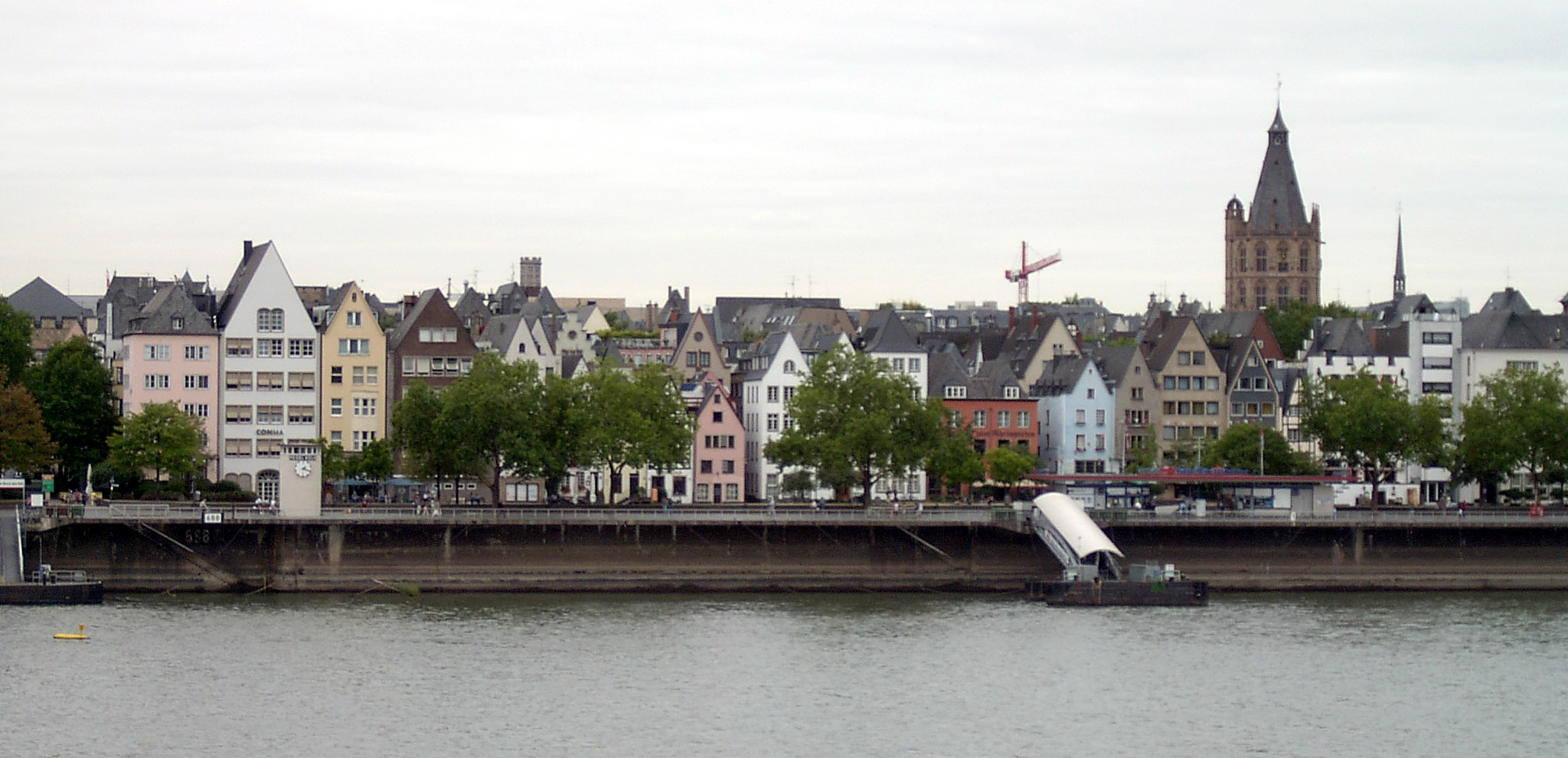
Altstadt

## Personligheter
| - Bartholomeus Bruyn d.ä. (död 1555), konstnär - Johann Maria Farina (1685–1766), parfymframställare Eau de Cologne - Adolph Kolping (1813–1865), präst och socialreformator - Franz Leopold Sonnenschein (1817–1879), kemist - Jacques Offenbach (1819–1880), kompositör - Nikolaus Otto (1832–1891), uppfinnare - Konrad Adenauer (1876–1967), borgmästare 1917–1933, förbundskansler 1949–1963 - Max Ernst (1891–1976), konstnär inom dadaism och surrealism - Willy Millowitsch (1909–1999), skådespelare, komiker - Werner Wolf Glaser (1910–2006), tonsättare - Heinrich Böll (1917–1985), författare, nobelpristagare 1972 - Karlheinz Stockhausen (1928–), kompositör - Gerhard Richter (1932–), konstnär | - Nico (1938–1988), vokalist i Velvet Underground - Günter Wallraff (1942–), journalist - Wolfgang Overath (1943–), fotbollsspelare - Udo Kier (1944–), skådespelare' - Ralf König (1960–), serietecknare - Stefan Raab (1966–), komiker - Heidi Klum (1973–), fotomodell - Florian Henckel von Donnersmarck (1973–), filmregissör - Gentleman (1975–), reggaeartist - Daniel Brühl (1978–), skådespelare - Lukas Podolski (1985–), fotbollsspelare - Angela Gossow (1974–), sångare - Leon Draisaitl (1995–), ishockeyspelare |

## Nöjesliv
Köln lär vara Tysklands bartätaste stad.[källa behövs] I Altstadt ligger många av de lokala Kölsch-bryggerierna. Bartätt är det också längs Ringgatan, i Friesenviertel, i Kwartier Lateng och i de mer bohemiska kvarteren Südstadt och Eigelstein. Hippa designbarer och nattklubbar ligger till stor del i Belgisches Viertel och det multikulterella Ehrenfeld.

## Museer
| - Museum Ludwig (Samtida konst, popkonst, expressionism) - Wallraf-Richartz-Museum (Konstmuseum, medeltid och barock) - Römisch-Germanisches Museum (stadshistoriskt museum med fokus på romartid) - MAK, Museum für Angewandte Kunst (Konstindustriellt museum, brukskonst) - Kölnischer Kunstverein (Konsthall för samtida konst) - Kolumba - Erzbischöfliches Diözesanmuseum (Nybyggnation av arkitekt Peter Zumthor) - Käthe Kollwitz-Museum (Konstmuseum) - Kölnisches Stadtmuseum (Stadsmuseum) - Agfa-Photo-Historama (Fotografimuseum) | - Museum für Ostasiatische Kunst (Ostasiatisk konst) - Rautenstrauch-Joest-Museum (Kulturhistoriskt museum) - Deutsches Sport & Olympia Museum - Domschatzkammer Köln - Duftmuseum (Eau de Cologne) - Imhoff-Stollwerck-Museum (Chokladmuseum) - Karnevalsmuseum - Museum Schnütgen (medeltida sakralkonst) - EL-DE Haus (NS-dokumentationscentrum) |